# 多琳·波特
多琳·波特（英語：Doreen Porter，1941年7月21日—），新西兰女子田径运动员。她曾代表新西兰参加1962年大英帝国和英联邦运动会田径比赛，获得一枚银牌和一枚铜牌。